# 山本晋
山本 晋（やまもと しん）は、日本の漫画家。2024年より『カドコミ』にて『黄昏ノ器神』を連載している。

## 来歴
2011年、『コミッククリア』（KADOKAWA連載時エンターブレイン）にてテレビゲーム・モンスターハンターシリーズのコミカライズとなる『モンスターハンター 閃光の狩人』を連載。2015年からオリジナル作品『ナラクノアドゥ』を連載。2019年には、テレビゲーム『SEKIRO』のコミカライズ『SEKIRO外伝 死なず半兵衛』を『ComicWalker』（KADOKAWA）にて連載した。2024年、『カドコミ』にて『黄昏ノ器神』を連載開始。同作は『カドコミアプリ』のリリースに合わせ、「3日間で計25本の新連載」の初日のラインナップの1作として開始された。

## 作品リスト
- モンスターハンター 閃光の狩人（原案：氷上慧一、『コミッククリア』2011年[2] - 2014年、エンターブレイン、全10巻）
- ナラクノアドゥ（『コミッククリア』2015年11月20日[3] - 2018年、エンターブレイン、全6巻）
- SEKIRO外伝 死なず半兵衛（監修：フロム・ソフトウェア、『ComicWalker』2019年5月27日[4] - 、KADOKAWA、全1巻[5][6]） - 作画と構成担当[4]
- セカイはアレでデキテイル（『電撃マオウ』2021年7月号[7] - 2022年11月号[8]、アスキー・メディアワークス、全3巻）
- 黄昏ノ器神（『カドコミ』2024年5月23日[1] - 、既刊2巻）